# Married
Married – komediowy amerykański, serial telewizyjny wyprodukowany przez Principato-Young Entertainment oraz FX Productions.Pomysłodawcami serialu jest Andrew Gurland. Serial jest emitowany od 17 lipca 2014 roku przez FX.
 1 października 2014 roku, stacja FX zamówiła 2 sezon serialu, który będzie składał się z 13 odcinków.

26 października 2015 roku, stacja FX  ogłosiła zakończenie produkcji serialu po dwóch sezonach.

## Fabuła
Serial opowiada o  Russie i Linie Bowmanach, którzy już zapomnieli jak wyglądało ich życie przed pojawieniem się dzieci. Często dochodzi między nimi do kłótni, dzięki których wiedzą dlaczego nadal są małżeństwem.

## Obsada
- Judy Greer jako Lina Bowman
- Nat Faxon jako Russ Bowman
- Jenny Slate jako Jess
- Brett Gelman jako A.J.
- Sarah Burns jako Abby[4]

## Role drugoplanowe
- Raevan Lee Hanan jako Ella Bowman
- Rachel Eggleston jako Maya Bowman
- Skylar Gray jako Frankie Bowman
- Paul Reiser jako mąż Jessy
- Regina Hall jako Roxanne
- Jenny Slate[4]

## Odcinki
| Sezon | Sezon | Odcinki | Oryginalna emisja | Oryginalna emisja   | Oryginalna emisja | Oryginalna emisja | Oryginalna emisja |
| Sezon | Sezon | Odcinki | Premiera sezonu   | Finał sezonu        | Premiera sezonu   | Finał sezonu      |                   |
| ----- | ----- | ------- | ----------------- | ------------------- | ----------------- | ----------------- | ----------------- |
|       | 1     | 10      | 17 lipca 2014     | 18 września 2014    | brak danych       | brak danych       |                   |
|       | 2     | 13      | 16 lipca 2015     | 1 października 2015 | brak danych       | brak danych       |                   |